# Katholische Filmarbeit in der DDR
Katholische Filmarbeit in der DDR umfasste die Rezension von Filmen, Medienerziehung sowie Produktion und Verleih von Filmen.

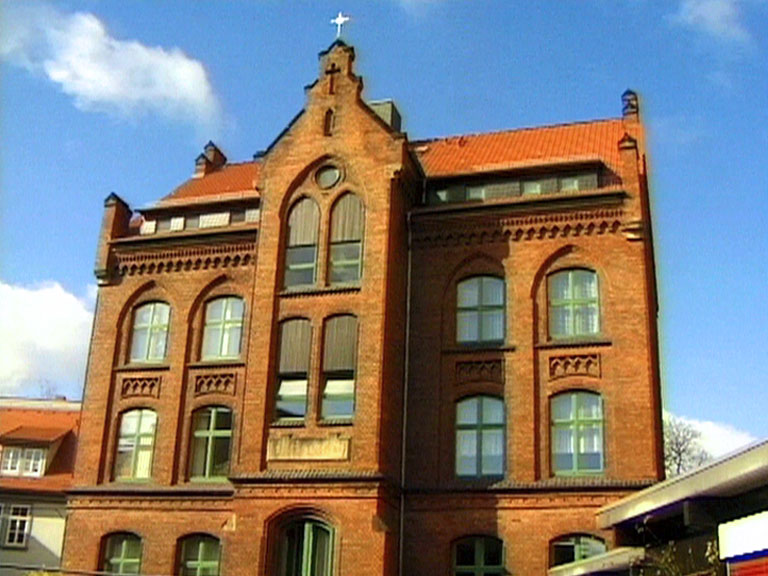
Arbeitsstelle für Pastorale Medien, ehem. Kirchliche Hauptstelle für Film und Laienspiel, in der Stiftsgasse 4 A in Erfurt am 19. März 1998

## Tätigkeitsfelder

### Filmrezension
In den 1950er Jahren stellten sich die Christen der DDR auf die „vorläufige Endgültigkeit“ der Teilung Deutschlands ein und begannen eine eigenständige Pastoral aufzubauen. Dabei wurde der Kontakt mit dem Westen nie aus den Augen verloren.
Vor diesem Hintergrund ist auch der Aufbau der Medienarbeit im kirchlichen Bereich zu sehen. Hauptinitiator war dabei die Jugendseelsorge, die damals bei pastoralen Aktivitäten eine Vorreiterrolle einnahm. Am 1. Juli 1954 gründete die Arbeitsgemeinschaft der Jugendseelsorgeämter die „Kirchliche Hauptstelle für Film und Laienspiel“ in Erfurt. Die Leitung wurde Karl Munter übertragen, den 1955 Hans Donat ablöste. Donat begann bereits 1954 mit der Rezension von Filmen des DDR-Kinoprogramms. Damit nahm die katholische Filmarbeit in der DDR ihren Anfang. Von Beginn an stand sie in Opposition zur regierenden Partei SED, die die Kulturformen in der DDR einseitig festlegte, beispielsweise Filmproduktionen zu Propagandazwecken heranzog. Gegen diese Inanspruchnahme des Filmschaffens für politische Zwecke wandten sich die Aktiven der katholischen Filmarbeit durch ausführliche Rezensionen aller Filme in den DDR-Kinos, die neben einer inhaltlichen auch eine ästhetische und filmanalytische Darstellung enthielten.

Die Rezensionen zu insgesamt 4530 Filmen in der DDR sind im Bistumsarchiv Erfurt archiviert. Weitere Archivalien zur katholischen Filmarbeit in der DDR lagern im Bundesarchiv Berlin-Lichterfelde und im Thüringischen Hauptstaatsarchiv Weimar.

Donat fand bei der Erstellung von Filmrezensionen in der Anfangsphase Unterstützung bei Karl Munter, von 1955 bis zum Ende der 1970er Jahre bei Hans-Joachim Schink aus Erfurt und von 1975 bis 1990 bei Helmut Morsbach sowie von 1988 bis 1990 bei Silke Ronneburg in Berlin. Dieser kleinen Gruppe Filmkritikern gelang es, im Gegensatz zu staatlich-universitären Einrichtungen, das komplette DDR-Kinoprogramm zu erfassen, zu rezensieren und weiterhin eine zusammenfassende Kritik der gesamten DEFA-Jahresproduktion zu erstellen sowie die Rezensionen zu vervielfältigen und mittels Postversand in einem vierwöchentlichen Rhythmus an 1200 katholische Seelsorgestellen und kirchliche Dienststellen zu versenden. Dort erfolgte der Aushang der Filmrezensionen in Schaukästen und Anschlagtafeln. Die Filmkritiker verfassten bis zur deutschen Wiedervereinigung am 3. Oktober 1990 insgesamt 4530 Rezensionen, die als Kurzfassung Eingang in das Standardwerk Lexikon des Internationalen Films fanden. Nach der Wiedervereinigung der beiden deutschen Staaten wurde die Produktion von Filmbesprechungen nach 36 Jahren eingestellt, da es kein eigenes ostdeutsches Kinoprogramm mehr gab und alle Filme durch die inzwischen gesamtdeutsche Zeitschrift film-dienst besprochen wurden.

### Medienpädagogik
Günter Särchen unterstützte die Rezensentengruppe von Magdeburg aus bei der Filmbeschaffung für die Arbeit in der Medienerziehung. Diese bestand aus Gesprächs- und Diskussionsrunden über Filme im Rahmen kirchlicher Bildungsveranstaltungen sowie aus speziellen Kurswochen und Wochenendtagen. Sie richtete sich vor allem an Mitarbeiter in der Pfarrseelsorge, die als Multiplikatoren auf breiter Ebene wirkten. Bei diesen Bildungsveranstaltungen behandelte man differenzierter, was in den Filmbesprechungen nur vereinfacht und verkürzt wiedergegeben werden konnte. Ziel war, an der Entwicklung eines künstlerischen Qualitätsempfindens vor allem bei Jugendlichen zu arbeiten, deren Blick für besondere Filme zu schärfen und ihr Urteilsvermögen zu schulen.
Bei solchen medienpädagogischen Veranstaltungen kamen unter anderem Filme aus dem Westen Deutschlands zur Aufführung, die illegal eingeführt und ohne staatliche Genehmigung kopiert worden waren. Bild- und Tonmaterialien gab man über kirchliche Amts- und Dienstwege heimlich innerhalb des Ostblocks weiter zur Unterstützung der pastoralen Gemeindearbeit.
Die Herstellung und der Verleih von Filmen sind im Rahmen der katholischen Filmarbeit in der DDR seltene Ausnahmeerscheinungen, die aus politischen Gründen praktisch keine Breitenwirkung erzielen konnten.

## Gefährdungen der Beteiligten

Personen katholischer Filmarbeit in der DDR: Hans Donat, geb. 1928 in Georgswalde, Hans-Joachim Schink, geb. 1920 in Bad Salzungen, Günter Särchen, geb. 1927 in Wittichenau, Helmut Morsbach, geb. 1946 in Greifswald. Aufgenommen im Rahmen von Interviews für ein wissenschaftliches Forschungsprojekt unter Betreuung von Josef Müller, Universität Freiburg i. Br., dann Linus Hauser, Universität Giessen / Karls-Universität Prag.

Massenorganisationen verfügten in der DDR zwar über die Erlaubnis, für den internen Gebrauch Druckerzeugnisse herzustellen, mussten diese Schriftstücke aber mit dem Vermerk „Für den inneren Dienstgebrauch“ kennzeichnen. So verfuhren auch die Rezensenten bei der Verbreitung ihrer Filmbesprechungen, setzten sich aber dennoch aus zwei Gründen einem hohen Risiko aus.
Erstens, weil die Filmbesprechungen auch außerhalb des „inneren Dienstgebrauchs“ kursierten und zweitens, weil bei Beanstandungen durch staatliche Organe aufgrund des politischen Drucks auf die Kirchen in der Regel „keine kirchliche Solidarisierung mit diesen Aktivitäten und den sie tragenden Katholiken“ erfolgte, wie Bernd Schäfer in seiner Untersuchung „Staat und katholische Kirche in der DDR“ herausstellte. Vielmehr kam es zu einer Privatisierung des Risikos, da die zuständigen Bischöfe keine Verantwortung für verbreitete Materialien übernehmen wollten, wenn sie selbst nicht mit Inhalt und Tendenz solcher Aktivitäten und Äußerungen übereinstimmten. Letztlich bot also der stets angegebene Vermerk „Nur für den innerkirchlichen Dienstgebrauch“ ebenso wenig Schutz wie vorgetäuschte staatliche Genehmigungsnummern für Druckerzeugnisse. In der DDR kursierte eine derart unüberschaubar große Fülle an Genehmigungsnummern, die je nach Verteilerumfeld durch den Rat der Stadt, des Kreises, des Bezirkes, bzw. durch ein Ministerium vergeben wurden, dass sich im Laufe der Zeit bei niederen Dienststellen eine gewisse Oberflächlichkeit bei der Kontrolle einstellte. Diese laxe Praxis verleitete Günter Särchen dazu, eine 1945 von der Sowjetischen Militäradministration an Hugo Aufderbeck, Studentenpfarrer in Halle, vergebene Genehmigungsnummer eigenhändig mit dem jeweiligen Tagesdatum zu aktualisieren, bzw. weitere Genehmigungsnummern völlig frei zu erfinden und auf Druckerzeugnissen der Katholischen Bildstelle Magdeburg anzubringen, um so den Anschein einer offiziell erteilten Lizenz zu erwecken.

## Wirkungen

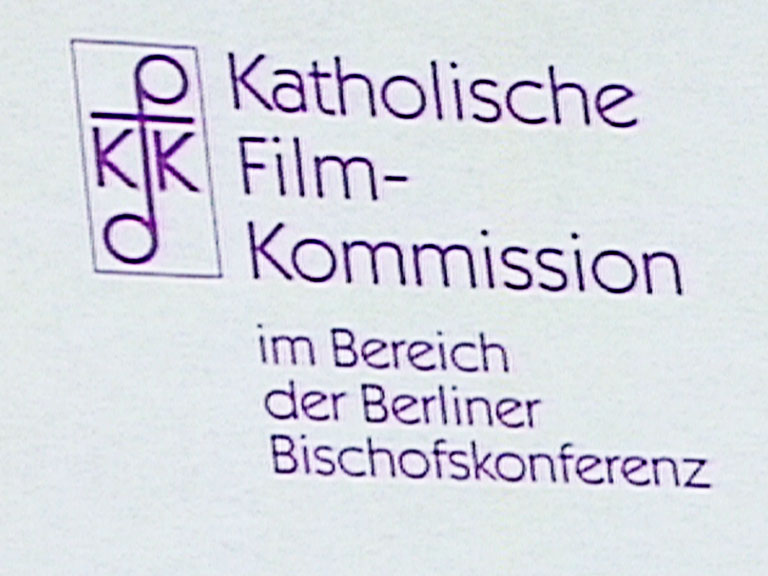
Briefkopf der am 15. März 1990 gegründeten, ökumenisch ausgerichteten Katholischen Filmkommission im Bereich der Berliner Bischofskonferenz.

Als nach dem Bau der Mauer 1961 keine gesamtdeutschen Projekte mehr durchgeführt werden konnten und die Kirchen in der DDR praktisch auf sich allein gestellt waren, ergab sich eine Intensivierung interkonfessioneller Beziehungen. Zu wechselseitigem Nutzen kam es sowohl was die Filmkritik betraf als auch bei der Vorführung von Filmen in Pfarrgemeinden zu Kooperationen zwischen katholischer und evangelischer Kirche sowie bei Bildungsveranstaltungen in der Medienerziehung. Eine beispiellose personelle Verbindung stellte die evangelische Christin Silke Ronneburg dar, die ehrenamtlich die katholische Filmarbeit unterstützte und auch Mitglied der Katholischen Filmkommission im Bereich der Berliner Bischofskonferenz war. In allen Bereichen markierte die Wiedervereinigung 1990 jedoch ein abruptes Ende dieser ökumenischen Netzwerke.
Die Medienarbeit der Katholischen Kirche in der DDR lag in der Verantwortung von Laien, die im Sinne des Zweiten Vatikanischen Konzils als Träger der Sendung der Kirche aus eigenem Recht aufgrund ihrer Taufe wirkten. Ihre weitreichenden Entscheidungsbefugnisse, über Jahrzehnte zugebilligt von Seiten ihrer kirchenamtlichen Vorgesetzten, „sind vor allem ein Beleg für das Vertrauen, das sie in dieser Zeit genossen“, wie Alexander Seibold in seiner Untersuchung „Katholische Filmarbeit in der DDR“ resümiert.